# Флаг Воронежа
Флаг Воронежа утверждён 26 сентября 2008 года и внесён в Государственный геральдический регистр Российской Федерации с присвоением регистрационного номера 4447.

## Предыдущие флаги
Первый флаг города Воронежа был утверждён 12 сентября 1995 года постановлением Воронежского городского муниципального Совета № 123. В приложении к данному постановлению «Положение о флаге города Воронежа» было дано следующее описание флага:

Флаг города Воронежа представляет собой белое (серебряное) прямоугольное полотнище в соотношении 1:2. На центр полотнища наложен герб города в обрамлении золотых колосьев под городской зубчатой короной, занимающей около 1/3 площади флага.

29 декабря 1995 года, постановлением Воронежского городского муниципального Совета № 189, был утверждён устав города Воронежа. В статье 6 данного устава, было приведено следующее описание флага:

Флаг города Воронежа представляет собой прямоугольное белое полотнище, в центре которого расположено изображение герба города в натуральном цвете. Площадь изображения герба в обрамлении колосьев и под городской зубчатой короной составляет 1/3 площади полотнища флага. Отношение ширины к длине флага составляет 2:3.

Согласно Уставу города порядок использования герба и флага города устанавливается Положением, принимаемым муниципальным Советом, но не их описание. Это противоречие было устранено принятием 27 октября 2004 года Устава городского округа город Воронеж в новой редакции. Из текста Устава было убрано описание флага и указано, что описание герба и флага и правила их использования устанавливаются в Положении о гербе и флаге, принимаемом городской Думой.

## Действующий флаг
26 сентября 2008 года, решением Воронежской городской Думы № 292-II, постановление Воронежского городского муниципального Совета от 12 сентября 1995 года № 123 было признано утратившим силу и был утверждён ныне действующий флаг городского округа.

### Описание
«Прямоугольное полотнище с отношением ширины к длине 2:3, состоящее из двух горизонтальных полос: жёлтого (вверху, шириной 1/3 ширины полотнища) и красного цветов. В центре верхней полосы — двуглавый орёл чёрного цвета с клювами, лапами и глазами жёлтого цвета, с языками красного цвета, увенчанный тремя императорскими коронами жёлтого цвета и держащий в правой лапе скипетр жёлтого цвета, в левой лапе — державу жёлтого цвета. В части красной полосы у древка — выходящая наполовину от древка сложенная из валунов гора жёлтого цвета, на склоне которой — опрокинутый кувшин белого цвета, изливающий воду белого цвета».

### Обоснование символики
Флаг города Воронежа составлен на основании герба и языком символов и аллегорий отражает исторические и природные особенности города.
Основой композиции флага города Воронежа является исторический герб города, Высочайше утверждённый 21 сентября (2 октября) 1781 года, подлинное описание которого гласит:

Щит разделён надвое: в золотом поле двуглавый орёл, а в красном поле опрокинутый сосуд, из которого истекает река Воронеж (Старый герб).

Двуглавый орёл в золотом поле был Высочайше пожалован городу Воронежу в знак особых заслуг в становлении и развитии государства российского. Орёл в геральдике символизирует власть, мощь, бесстрашие, а также обновление и попечение о подрастающем поколении. Воздетые крылья означают устремлённость в будущее.
Белый (серебряный) кувшин на горе, изливающий белую воду, — уникальный исторический символ Воронежа — отражает богатство и плодородие здешних земель. Впервые кувшин появился именно в гербе 1781 года. Вместе с тем кувшин, как творение умелых человеческих рук, аллегорически показывает трудолюбие жителей города. В то же время вода, льющаяся из кувшина, является аллегорическим символом реки Воронеж.
Гора созвучна с крутым правобережьем города Воронежа.
Белый цвет (серебро) — символ благородства, чистоты, справедливости, великодушия, а также мира.
Красный цвет символизирует жизнеутверждающую силу, мужество, праздник, красоту и труд, что показывает город Воронеж как промышленно развитый центр.
Жёлтый цвет (золото) — символ урожая, изобилия и плодородия — аллегорично показывает развитый аграрный сектор экономики. Вместе с тем, золото символизирует величие, уважение, прочность, интеллект, а также свет и духовность.
Таким образом, флаг города Воронежа языком геральдических символов и аллегорий гармонично отражает историю, природные особенности и богатства области, основной профиль деятельности населения.